# Carbon (プログラミング言語)
Carbonは、「C++の後継言語」としてGoogleで作成された実験的な汎用プログラミング言語である。この言語は、2022年7月の CppNorth conference で Chandler Carruth によって一般に初めて公開された。この言語は、C++のいくつかの技術的な負債を修正することを目的としているが、それ以外はC++と同様の機能を提供する。この言語の主な目標は、可読性と「双方向の相互運用性」であるので、Rustのような言語を学ぶ上での壁がない。この言語は、C++が採用しているISOでの標準化過程とは対照的に、GitHubで言語の設計と開発が行われている。
この言語は、Apache License 2.0の下でフリーかつオープンソースのプロジェクトとして開発されている。

## 例

### Hello, world!
```
package
 
sample
 
api
;
    

fn
 
Main
()
 
-> 
i32
 
{

    
Print
(
"Hello, world!"
);

    
return
 
0
;

}

```